# Несси, Лино
Лино Несси (исп. Lino Nessi; 23 сентября 1905 или 1904, Парагвай — неизвестно) — парагвайский футболист, нападающий. Участник чемпионата мира 1930 года, серебряный призёр чемпионата Южной Америки 1929 года, бронзовый призёр чемпионата Южной Америки 1925 года.

## Биография
Лино Несси родился 23 сентября 1905 года.
Играл в футбол на позиции нападающего. В 1925—1930 годах выступал в чемпионате Парагвая за «Либертад» из Асунсьона.
В 1925—1930 годах провёл 13 матчей за сборную Парагвая, забил 1 гол. Дебютным стал товарищеский поединок в Асунсьоне 22 августа 1925 года против сборной Уругвая (0:0). 
В 1925 году завоевал бронзовую медаль чемпионата Южной Америки в Буэнос-Айресе. Провёл 4 матча, мячей не забивал.
В 1926 году участвовал в чемпионате Южной Америки в Сантьяго, где парагвайцы заняли 4-е место. Провёл 3 матча, мячей не забивал.
В 1929 году завоевал серебряную медаль чемпионата Южной Америки в Буэнос-Айресе. Провёл 3 матча, забил 1 мяч.
В 1930 году участвовал в первом в истории чемпионате мира в Уругвае, где парагвайцы не смогли выйти из группы. Полностью отыграл оба матча со сборными США (0:3) и Бельгии (1:0).
Дата смерти неизвестна.

## Достижения

### Командные
Сборная Парагвая
- Серебряный призёр чемпионата Южной Америки (1): 1929.
- Бронзовый призёр чемпионата Южной Америки (1): 1925.